# Michel Kafando
Michel Kafando (sinh ngày 18 tháng 8 năm 1942) là chính trị gia Burkina Faso, giữ chức Tổng thống Burkina Faso từ năm 2014. thay ông Blaise Compaoré Ông từng giữ chức Bộ trưởng Bộ Ngoại giao từ năm 1982 đến năm 1983.